# تومي انتيرينير
تومي انتيرينير (بالفرنسية: Tommy Untereiner)‏ (30 يونيو 1989 في فرنسا - ) هو لاعب كرة قدم فرنسي في مركز الوسط. لعب مع نادي إستر ونادي بايون ونادي غرانفيل ونادي مارتيغ وES Uzès Pont du Gard ‏.

## وصلات خارجية
- تومي انتيرينير على موقع رابطة كرة القدم الفرنسية للمحترفين (الإنجليزية)
- تومي انتيرينير على موقع قاعدة بيانات كرة القدم.إي يو (الإنجليزية)